# Leopardo-da-indochina
O leopardo-da-indochina (Panthera pardus delacouri), também conhecido como leopardo-indochinês, é uma subespécie de leopardo nativo do sudeste da Ásia e sul da China.

## População
Em uma floresta tropical altamente fragmentada na capital da Malásia, o número de leopardos foi estimado em 28,35 indivíduos por cada 100 km² , que é uma das maiores densidades de leopardo já relatados. Como resultado da diminuição rápida das florestas, os indivíduos podem ter sido empurrados para o que restou da floresta nesta área, de modo que a sua população é inesperadamente elevada. Estes leopardos-da-indochina foram principalmente afetados por atividades de construção realizadas no interior da floresta.